# Fågelåsgölen
Fågelåsgölen är en sjö i Gislaveds kommun i Småland och ingår i Ätrans huvudavrinningsområde.